# Municipio de Bremen (Iowa)
El municipio de Bremen (en inglés: Bremen Township) es un municipio ubicado en el condado de Delaware en el estado estadounidense de Iowa. En el año 2010 tenía una población de 959 habitantes y una densidad poblacional de 10,12 personas por km².

## Geografía
El municipio de Bremen se encuentra ubicado en las coordenadas 42°31′7″N 91°11′20″O / 42.51861, -91.18889. Según la Oficina del Censo de los Estados Unidos, el municipio tiene una superficie total de 94.77 km², de la cual 94,74 km² corresponden a tierra firme y (0,04 %) 0,04 km² es agua.

## Demografía
Según el censo de 2010, había 959 personas residiendo en el municipio de Bremen. La densidad de población era de 10,12 hab./km². De los 959 habitantes, el municipio de Bremen estaba compuesto por el 99,37 % blancos, el 0,1 % eran de otras razas y el 0,52 % eran de una mezcla de razas. Del total de la población el 1,15 % eran hispanos o latinos de cualquier raza.